# Szarruma

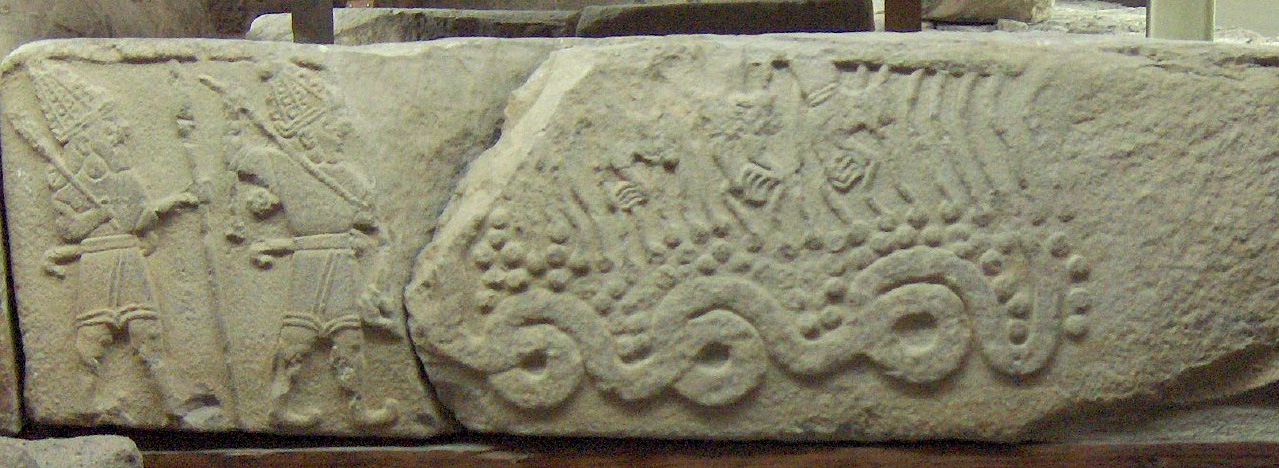
Tessub megöli Illujankaszt, mögötte fia, Szarruma (Anatóliai Civilizációk Múzeuma, Ankara

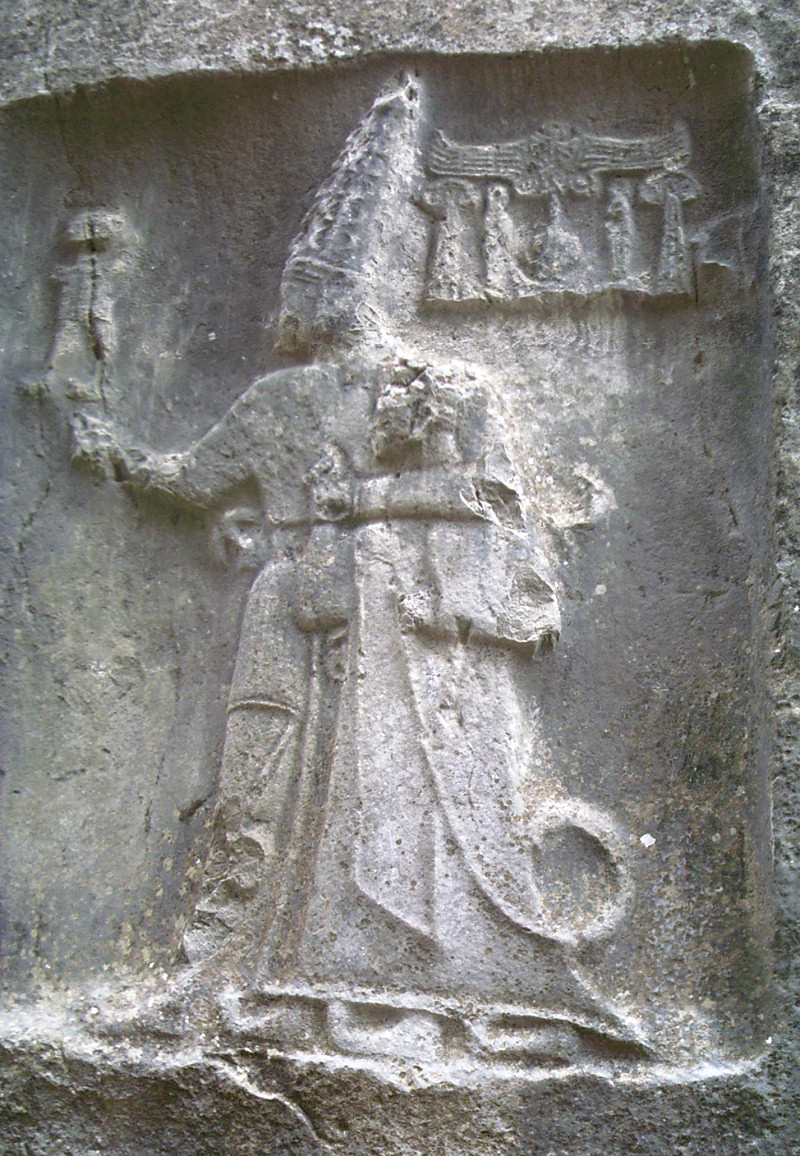
Szarruma Hattuszaszban (Yazilikaya) egy III. Tudhalijasz korabeli domborművön

Szarruma (néha Sarruma, transzliterációban Šarruma, az újhettita korban Šarma) a hettita panteon egyik ősi, de provinciális jellegű istene. A korábbi elképzelésekkel ellentétben nem a hurriktól átszármazó isten, hanem a hurri panteonba került át a hettitából Kizzuvatna elfoglalása idején. Kultusza I. Szuppiluliumasz hódításai idején Észak-Szíria és Kelet-Anatólia királyságaiban is elterjedt, uralkodók, hercegek viselték nevét Ugaritban, Iszuvában, valamint hettita királyi hercegek és helytartók Aleppóban és Karkemisban.
A név a „beszélő” nevek közé tartozik: jelentése akkád nyelven a (hegyek) királya (šarrum = király, uralkodó), Tessub (hettitáknál Teszub, Tarhuntasz hurrizált változata) viharisten és Hebat anyaistennő fia. Szövegértelmezési lehetőségek miatt egyes mítoszokban esetleg Hebat leányának, vagy egy halandó leányának fia. A Viharisten és a kígyó mítosz szerint halandó asszony fia, és saját apja öli meg. Nevének hangzása figyelemre méltóan hasonló Indra környezetének egyik alakjával, Saramāval (Rigvéda 10.14.10).
Gyakran ábrázolták tigrisen vagy párducon lovagolva, attribútuma – Tessubhoz hasonlóan – a fejsze, vagy kétélű bárd (mint a labrüsz). Ikonográfiája legteljesebben a Yazılıkaya B-helyiségében maradt fenn. III. (IV.) Tudhalijasznak ugyanis Szarruma volt a választott védnöke, születési neve a hurri Hiszmi-Szarruma.